# 杨任 (革命家)
杨任（1880年—1911年），名锡庶，字晋康，湖南省怀化市辰溪县辰阳镇人，近代资产阶级革命家。

## 生平
1880年，杨任出生在湖南省怀化市辰溪县辰阳镇的一个书香世家，在大酉书院发蒙。1903年（光绪二十九年），杨任考入沅陵省立第八联立中学。1905年，杨任留学日本，进入东斌学堂、日本体育学校和陆军军官学校，结交宋教仁等人，加入中国同盟会，出任暗杀队队长。1909年，杨任和焦达峰一起加入共进会，负责联络湖南省会党，当时的人把杨任、焦达峰、谭人凤并称“湘省三杰”。1909年，杨任学成回国，他和焦达峰在长沙府玉泉街开设“蓝芷书局”，设立共进会分会，并且联络湘西数千民众，准备策动反清起义。1911年10月10日，武昌起义爆发，湖南省革命党人攻克长沙府，焦达峰、陈作新出任正、副都督，杨任出任西路招讨使，在常德设立招讨使署。10月月底，君主立宪派谭延闿在长沙府发动政变，焦达峰、陈作新惨遭杀害，杨任在常德被害。为了笼络人心，谭延闿上报中央政府，追认杨任“陆军上将”。焦达峰、陈作新葬在长沙市岳麓区岳麓山。杨任等在常德牺牲的烈士安葬在常德市德山，并辟德山烈士公园，现在是湖南省文物保护单位。杨任家族赴常德市将其遗梓迁葬辰溪县城西杨氏祖茔。墓碑镌刻“追赠陆军上将湖南西路招讨使杨任烈士之墓”。